# Rudolf Zöbeley

Das Kirchenlied Er weckt mich alle Morgen im Evangelischen Gesangbuch, EG 452

Rudolf Zöbeley (* 15. Januar 1901 in Rheinau; † 27. Mai 1991 in München) war ein deutscher evangelischer Pfarrer und Kirchenliedkomponist.

## Leben
Zöbeley studierte zunächst Musik (u. a. bei Hermann Meinhard Poppen und Wolfgang Fortner) und später, nach den Eindrücken des Krieges Evangelische Theologie. Zöbeley wirkte als Pfarrer in Baiertal und später Eppingen und war ab 1958 Religionslehrer in Mannheim.
Zöbeley ist der Vater des Komponisten, Chorleiters und Kirchenmusikers Hans Rudolf Zöbeley.

## Werk
Bedeutung erlangte er unter anderem durch die von ihm gesetzte Melodie zu Jochen Kleppers (1903–1942) Gedicht Er weckt mich alle Morgen aus dem Jahr 1938, das unter anderem im Evangelischen Gesangbuch (EG 452) und im Gesangbuch Feiern & Loben (FL 454) abgedruckt ist und bis heute eine ungebrochene Rezeption erfährt.
Weitere Melodien wurden in der Zeitschrift Evangelische Kirchenmusik in Baden veröffentlicht.

## Werke
- Er weckt mich alle Morgen: 40 Gemeindelieder mit Melodien von Rudolf Zoebeley. Mundorgel-Verlag, Köln/Waldbröl 1977, ISBN 3-87571-015-0.